# Епурени (Епурени)
Епурени (рум. Epureni) насеље је у Румунији у округу Васлуј у општини Епурени. Oпштина се налази на надморској висини од 90 m.

## Становништво
Према подацима из 2011. године у насељу је живело 1031 становника.